# 9386 Hitomi
A 9386 Hitomi (ideiglenes jelöléssel 1993 XD1) a Naprendszer kisbolygóövében található aszteroida. Masanori Hirasawa és Shohei Suzuki fedezte fel 1993. december 5-én.